# Galaktoza-1-fosfat timidililtransferaza
Galaktoza-1-fosfat timidililtransferaza (EC 2.7.7.32, dTDP galaktoza pirofosforilaza, galaktoza 1-fosfat timidilil transferaza, timidin difosfogalaktoza pirofosforilaza, timidin trifosfat:alfa-D-galaktoza 1-fosfatna timidililtransferaza) je enzim sa sistematskim imenom dTTP:alfa-D-galaktoza-1-fosfat timidililtransferaza. Ovaj enzim katalizuje sledeću hemijsku reakciju
dTTP + alfa-D-galaktoza 1-fosfat {\displaystyle \rightleftharpoons } difosfat + dTDP-galaktoza

## Literatura
- Nicholas C. Price; Lewis Stevens (1999). Fundamentals of Enzymology: The Cell and Molecular Biology of Catalytic Proteins (Third изд.). USA: Oxford University Press. ISBN 019850229X.
- Eric J. Toone (2006). Advances in Enzymology and Related Areas of Molecular Biology, Protein Evolution (Volume 75 изд.). Wiley-Interscience. ISBN 0471205036.
- Branden C; Tooze J. Introduction to Protein Structure. New York, NY: Garland Publishing. ISBN 0-8153-2305-0.
- Irwin H. Segel. Enzyme Kinetics: Behavior and Analysis of Rapid Equilibrium and Steady-State Enzyme Systems (Book 44 изд.). Wiley Classics Library. ISBN 0471303097.

## Spoljašnje veze
- Galactose-1-phosphate+thymidylyltransferase на 